# 1968 en fantasy
| Années de la fantasy : 1965 - 1966 - 1967 - 1968 - 1969 - 1970 - 1971    |
| Décennies de la fantasy : 1930 - 1940 - 1950 - 1960 - 1970 - 1980 - 1990 |

L'année 1968 a été marquée, en matière de fantasy, par les événements suivants.

## Romans - Recueils de nouvelles ou anthologies - Nouvelles

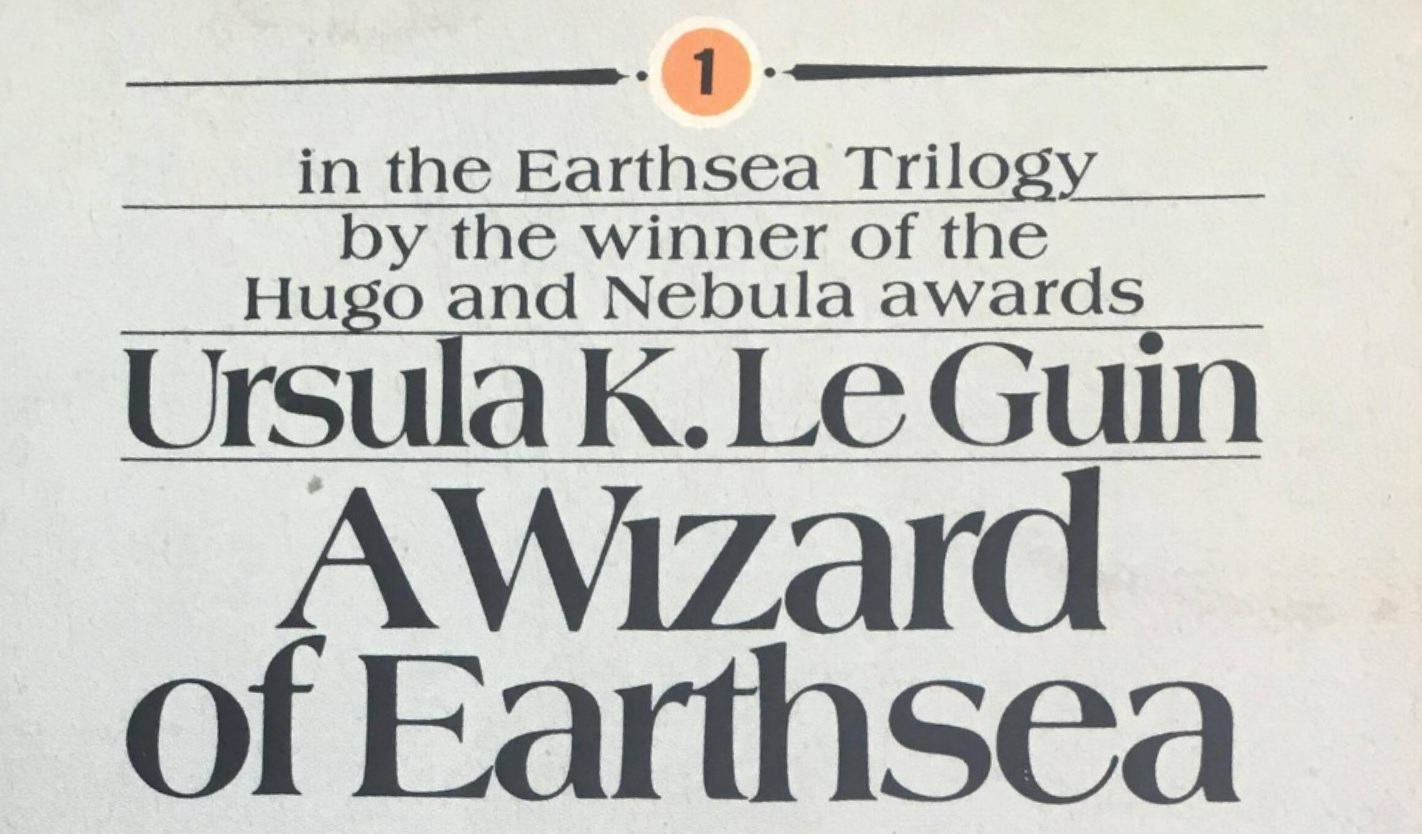
Page de garde du Sorcier de Terremer en édition originale.

- Le Sorcier de Terremer (A Wizard of Earthsea) par Ursula K. Le Guin.
- Le Vol du dragon (Dragonflight), roman d'Anne McCaffrey
- Le Coffre d'Avlen (The Goblin Tower), roman de Lyon Sprague de Camp
- Le Royaume de Lankhmar (The Swords of Lankhmar), roman de Fritz Leiber